# Bandeira da República Turca de Chipre do Norte

Bandeira do Chipre do Norte

A bandeira da República Turca de Chipre do Norte (RTCN) baseia-se na bandeira da Turquia com as cores invertidas e duas listas horizontais perto do topo e da base com um crescente e estrela vermelhos. Foi o resultado de um concurso para encontrar uma bandeira que representasse a RTCN. É oficialmente tida como a Bandeira de Estado da RTCN, sendo a Bandeira Nacional a bandeira da Turquia. 

## Bandeira Presidencial

Bandeira Presidencial